# Echeveria patriotica
Echeveria patriotica là một loài thực vật có hoa trong họ Crassulaceae. Loài này được I.García & Pérez-Calix mô tả khoa học đầu tiên năm 2007.